# Lisa Nowaková
Lisa Marie Nowaková, rozená Caputo (* 10. května 1963 ve Washingtonu D.C.) je bývalá americká kosmonautka. V NASA pracovala od 1996 a dosáhla kvalifikace letové specialistky na robotiku. Nowaková vzlétla poprvé do vesmíru na palubě raketoplánu během mise STS-121 6. července 2006. Strávila ve vesmíru 13 dní.

## Životopis
Lisa Caputová se narodila 10. května 1963 ve Washingtonu do italsko-americké rodiny. Se svými dvěma sestrami vyrostla v Rockville v Marylandu. V svých pěti letech sledovala misi Apollo 11 a tehdy poprvé pomyslela na to, že by chtěla být astronautkou. Na střední škole ve svém snu pokračovala. V posledním ročníku byla přijata na Brownovu univerzitu v Providence a na Námořní akademii Spojených států amerických v Annapolisu. Třebaže její rodiče považovali Brownovu univerzitu za lepší možnost, rozhodla se pro námořní akademii, protože cítila, že tam bude mít lepší šanci, stát se astronautkou. V roce 1985 úspěšně získala titul bakaláře v oboru leteckého inženýrství. Následně vstoupila do amerického námořnictva.
Roku 1985 Caputová absolvovala půlroční trénink v Johnsonově vesmírném středisku. Poté nastoupila na trénink, aby se v roce 1987 stala námořní pilotkou. Za svou kariéru nalétala více než 1500 hodin v 30 různých letadlech.
Její rodina pochází z Itálie. Nowaková sama je členkou Národní organizace italsko-amerických žen.[zdroj?]
Nowaková se provdala v roce 1988 za Richarda Nowaka. Je matkou tří dětí. Syn se narodil v roce 1992 a dvě dcery – dvojčata, v roce 2001. V roce 2004 se seznámila s astronautem Williamem Oefeleinem, se kterým navázala romantický vztah. Poté, co se o jejich vztahu dozvěděla Oefeleinova manželka, požádala o rozvod. V lednu 2007 se manželství Nowakové ocitlo v troskách.

## Zatčení
Po rozvodu se svým manželem v lednu 2007 se Nowaková scházela s Williamem Oefeleinem. Tento vztah ale nefungoval. Koncem roku 2006 navázal Oefelein vztah s kapitánkou amerického letectva Colleen Shipmanovou, což Nowaková těžce nesla. 5. února, 2007 si na Shipmanovou počkala na letišti v Orlandu, kde přistávalo její letadlo. Následně ji pronásledovala až na letištní parkoviště. Zaklepala na okno jejího auta a dožadovala se svezení. Když ale Shipmanová stáhla okno, napadla ji Nowaková pepřovým sprejem. Shipmanové se povedlo utéct a zavolala policii. Nowaková byla na místě zadržena. Police ji obvinila z pokusu o vraždu. Nowaková byla propuštěna na kauci. 8. března 2007 v důsledku incidentu opustila řady astronautů NASA a vrátila se k námořnictvu. V námořnictvu sloužila až do srpna 2011, kdy byla propuštěna do výslužby.